# Ceroctena pictipennis
Ceroctena pictipennis là một loài bướm đêm trong họ Noctuidae.